# Čërnaja (tributario del mare della Pečora)
La Čërnaja (in russo Чёрная?, che significa nera; anche conosciuta come Pae-Jaga o Paj-Jaga) è un fiume della Russia europea settentrionale (circondario autonomo dei Nenec), tributario del mare della Pečora (mare di Barents).
Nasce e scorre nella Bol'šezemel'skaja Tundra, una vasta regione di paludi e bassi rilievi collinari estesa nella Russia settentrionale. Fluisce dapprima con direzione mediamente nordorientale, volgendosi successivamente nordovest dopo aver descritto un'ampia ansa; sfocia nel mare di Barents presso il piccolo insediamento di Čërnaja, l'unico di qualche rilievo che il fiume incontra in tutto il suo corso.
Le acque del fiume sono gelate in superficie per lunghi periodi ogni anno, mediamente dall'autunno alla tarda primavera, analogamente a tutti i corsi d'acqua della zona.